# فريدريش إدوارد هوفمان
فريدريش إدوارد هوفمان (بالألمانية: Friedrich Eduard Hoffmann)‏ (و. 1818 – 1900 م) هو مخترع، ومهندس معماري ألماني، ولد في غرونينغن، توفي في برلين، عن عمر يناهز 82 عاماً.